# Фудзівара но Сукейо
Фудзівара но Сукейо (847 — 14 листопада 897) — середньовічний державний діяч, вчений періоду Хейан. Відомий своєю широкою освітою, внаслідок чого імператори зверталися до нього у суперечних, важких питаннях.

## Життєпис
Походив з аристократичного роду Церемонійних Фудзівара (Сікке), гілки клану Фудзівара. нащадок Фудзівара но Кійонарі, третього сина Фудзівара но Умакаі, засновника роду Сікке. Син Фудзівара но Суґао, старшого помічника міністра народних справ. Народився 847 року, здобувши гарну освіту в приватній школі. Розпочав службу при імператорському дворі десь у 860-х роках, отримавши молодший сьомий ранг. 872 року призначається помічником радника губернатора провінції Етідзен.
В наступні роки досяг старшого шостого рангу і посади молодшого секретаря Міністерства народних справ. 877 року надано молодший п'ятий ранг. 878 року призначається помічником голови Палати цензорів. На початку 880-х років обіймав посаду усьобена (другого помічника Правого головного ревізора). В цей час набуває підтримки впливового сессьо Фудзівара но Мотоцуне.
884 року очолив Дайгаку-рьо (Палату освіти і науки — поєднання управління освіти і університету). 886 року призначено молодшим помічником Міністерства церемоній. 887 року відіграв значну роль у так званому інциденті з ако, коли доповів Фудзівара но Мотоцуне про помилковість написання титул замість кампаку. Можливо, діяв у змові з Мотоцуне задля посилення впливу Фудзівара й остаточного ослаблення «імператорської партії» в Дайдзьокані. За це отримав старший п'ятий ранг і посаду першого помічника Міністра покарань.
891 року призначено кокусі провінції Муцу. До 895 року отримав молодший четвертий ранг. 897 року стає Правим головним ревізором. Помер 898 року.

## Творчість
У 890-х роках склав величезний «Каталог книг, що зустрічаються в японській державі» («Ніхон-кока гендзай сьо мокуроку»), де містилися назви 1579 китайських творів, відомих у Японії (при цьому до цього каталогу не було включено буддійські сутри та трактати).